# Slittino ai IX Giochi olimpici invernali - Doppio
La competizione del doppio di slittino ai IX Giochi olimpici invernali si è disputata il giorno 5 febbraio 1964 sulla pista di Igls a Innsbruck.

## Classifica
| Pos.    | Atleta            | Nazione                                 | Manche  | Manche  | Totale  |
| Pos.    | Atleta            | Nazione                                 | I       | II      | Totale  |
| ------- | ----------------- | --------------------------------------- | ------- | ------- | ------- |
| Oro     | Austria I         | Josef Feistmantl Manfred Stengl         | 50"57   | 51"05   | 1'41"62 |
| Argento | Austria II        | Reinhold Senn Helmut Thaler             | 51"02   | 50"89   | 1'41"91 |
| Bronzo  | Italia I          | Walter Außendorfer Sigisfredo Mair      | 51"40   | 51"47   | 1'42"87 |
| 4       | Germania I        | Walter Eggert Helmut Vollprecht         | 51"27   | 51"81   | 1'43"08 |
| 5       | Italia II         | Giampaolo Ambrosi Giovanni Graber       | 51"54   | 52"23   | 1'43"77 |
| 5       | Polonia I         | Lucjan Kudzia Ryszard Pędrak            | 51"95   | 51"82   | 1'43"77 |
| 7       | Polonia II        | Edward Fender Mieczysław Pawełkiewicz   | 52"60   | 52"53   | 1'45"13 |
| 8       | Cecoslovacchia I  | Jan Hamřík Jiří Hujer                   | 52"75   | 52"66   | 1'45"41 |
| 9       | Svizzera II       | Beat Häsler Arnold Gartmann             | 53"78   | 53"31   | 1'47"09 |
| 10      | Norvegia I        | Christian Hallén-Paulsen Jan-Axel Strøm | 52"52   | 55"30   | 1'47"82 |
| 11      | Svizzera II       | Emil Egli Hansruedi Roth                | 54"88   | 55"20   | 1'50"08 |
| 12      | Cecoslovacchia II | Horst Urban Roland Urban                | 52"21   | 1'19"49 | 2'11"70 |
| 13      | Stati Uniti I     | Ray Fales Nicholas Mastromatteo         | 1'00"75 | 1'11"18 | 2'11"93 |
| -       | Germania II       | Thomas Köhler Klaus-Michael Bonsack     | 53"13   | DNF     | -       |
| -       | Stati Uniti II    | Jim Higgins Ron Walters                 | DNF     | -       | -       |